# 多門二郎

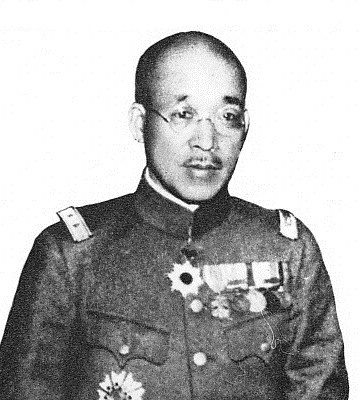
多門二郎

多門 二郎（たもん じろう、1878年（明治11年）9月10日 - 1934年（昭和9年）2月15日）は、日本の陸軍軍人。最終階級は陸軍中将。

## 経歴
静岡県出身。医師・多門信夫の二男として生まれる。高等小学校、陸軍幼年学校を経て、1899年（明治32年）11月、陸軍士官学校（11期）を卒業し、翌年6月、歩兵少尉に任官し歩兵第4連隊付となる。仙台陸軍地方幼年学校生徒監などを経て、歩兵第4連隊小隊長として日露戦争に出征した。歩兵第4連隊副官、歩兵第3旅団副官などを歴任し、1909年（明治42年）12月、陸軍大学校（21期）を卒業した。
陸士教官、第6師団参謀、歩兵第62連隊大隊長、陸大教官、欧州出張、歩兵第27連隊付（尼港派遣隊長）などを歴任。尼港事件の際、多門支隊長として救援に向かった。サガレン州派遣軍参謀、歩兵第2連隊長、第4師団参謀長を経て、1924年（大正13年）2月、陸軍少将となる。
歩兵第6旅団長、陸大付、参謀本部第4部長、陸大幹事などを歴任し、1929年（昭和4年）8月、陸軍中将となり陸大校長に就任。以後、第2師団長に親補され満州に駐屯、満州事変が勃発し諸作戦に従軍した。1933年（昭和8年）1月、内地に帰還し、仙台市民から熱狂的な歓迎を受ける。そのため市内の大通りの一つ（南町通り）は「多門通り」と改名された。同年8月、待命となり予備役に編入された。墓所は多磨霊園。

## 栄典
- 1929年（昭和4年）4月15日 - 従四位
- 1931年（昭和6年）5月1日 - 正四位
- 1933年（昭和8年）9月29日 - 従三位[5]

## 親族
- 義兄 松川敏胤（陸軍大将）[1]

## 著書
- 『余ガ参加シタル日露戦役』兵事雑誌社、1910年。
- 『日露戦争日記』新装版、芙蓉書房出版、2004年。
- 『弾雨を潜りて』織田書店、1927年。

## 伝記
- 『多門将軍』仙台市教育会、1933年。